# Różanka (województwo podkarpackie)
Różanka – wieś w Polsce położona w województwie podkarpackim, w powiecie strzyżowskim, w gminie Wiśniowa.
| SIMC    | Nazwa       | Rodzaj    |
| ------- | ----------- | --------- |
| 0667371 | Bukowe Budy | część wsi |
| 0667388 | Dół         | część wsi |
| 0667394 | Góra        | część wsi |
| 0667402 | Obszary     | część wsi |
| 0667419 | Rykszawy    | część wsi |

W latach 1975–1998 miejscowość położona była w województwie rzeszowskim.
W latach 1986–88 wybudowano w Różance kościół pw. Najświętszego Serca Jezusowego i pełni on funkcję kościoła filialnego parafii w Grodzisku Strzyżowskim.
W Różance znajduje się turystyczna wieża widokowa, otwarta w 2019 oraz obok niej odnowiony drewniany wiatrak z 1946.

## Związani z Różanką
- ks. Józef Bełch
- Stanisław Cynarski

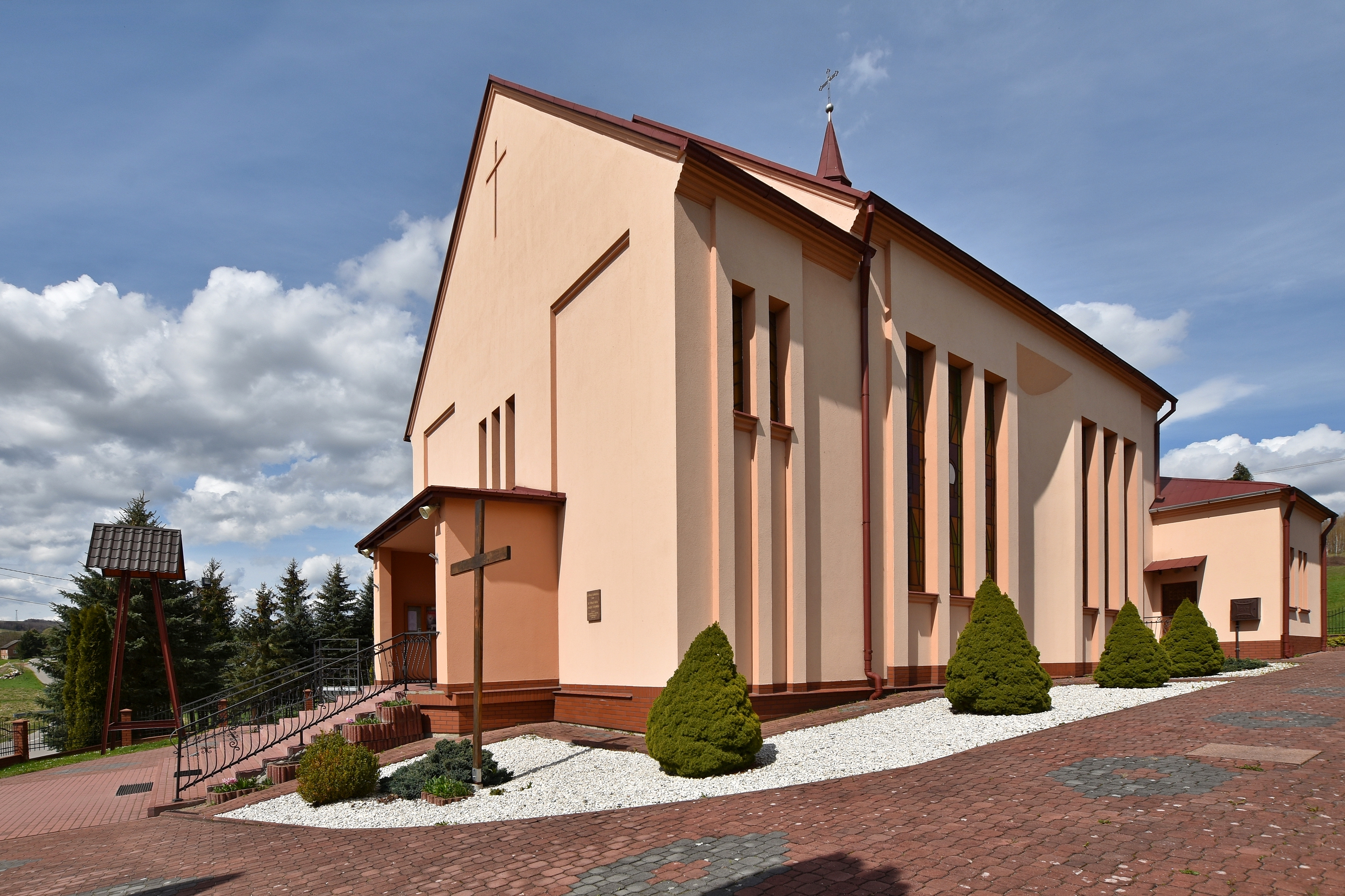
Kościół filialny
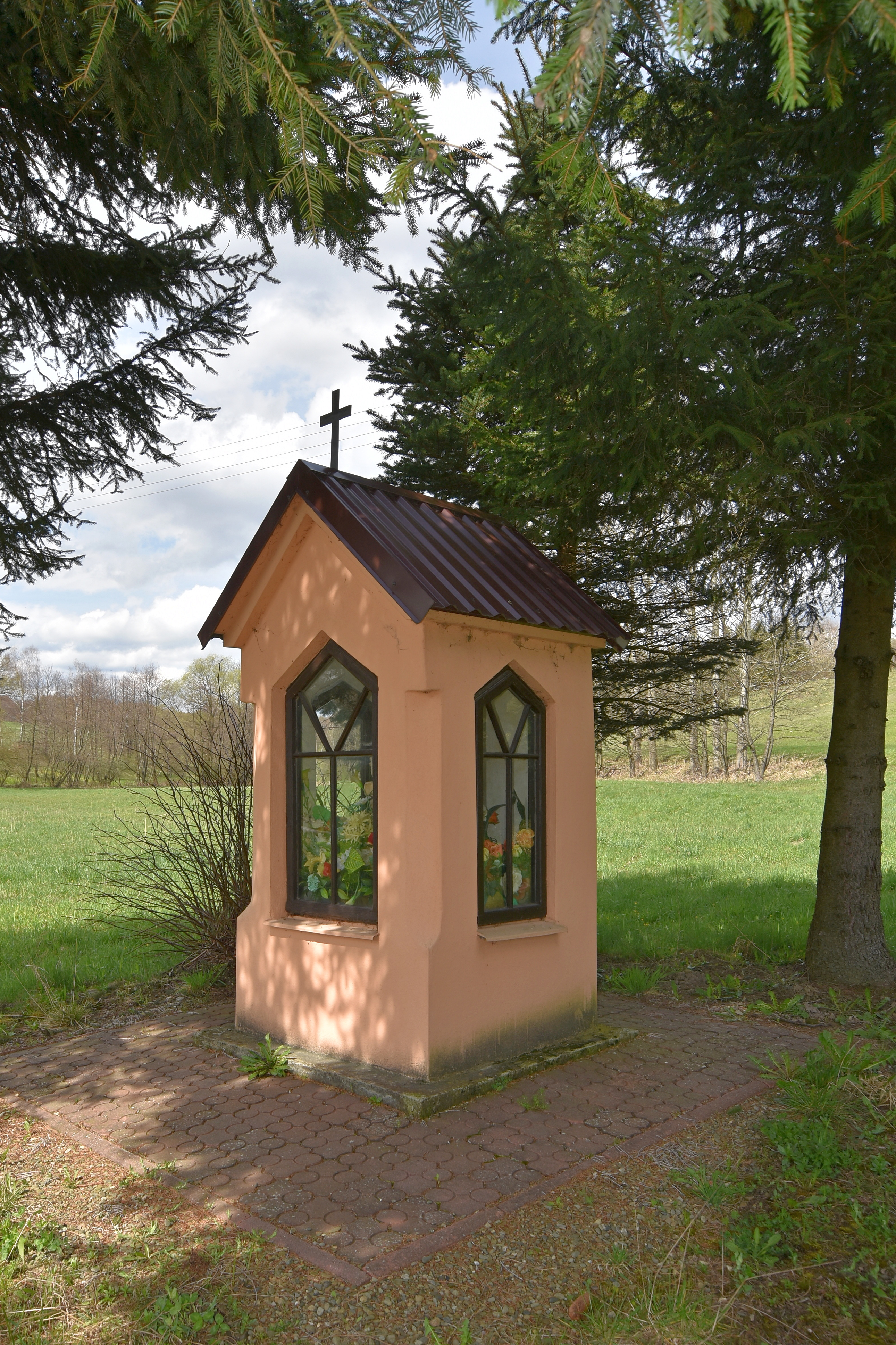
Kapliczka obok kościoła
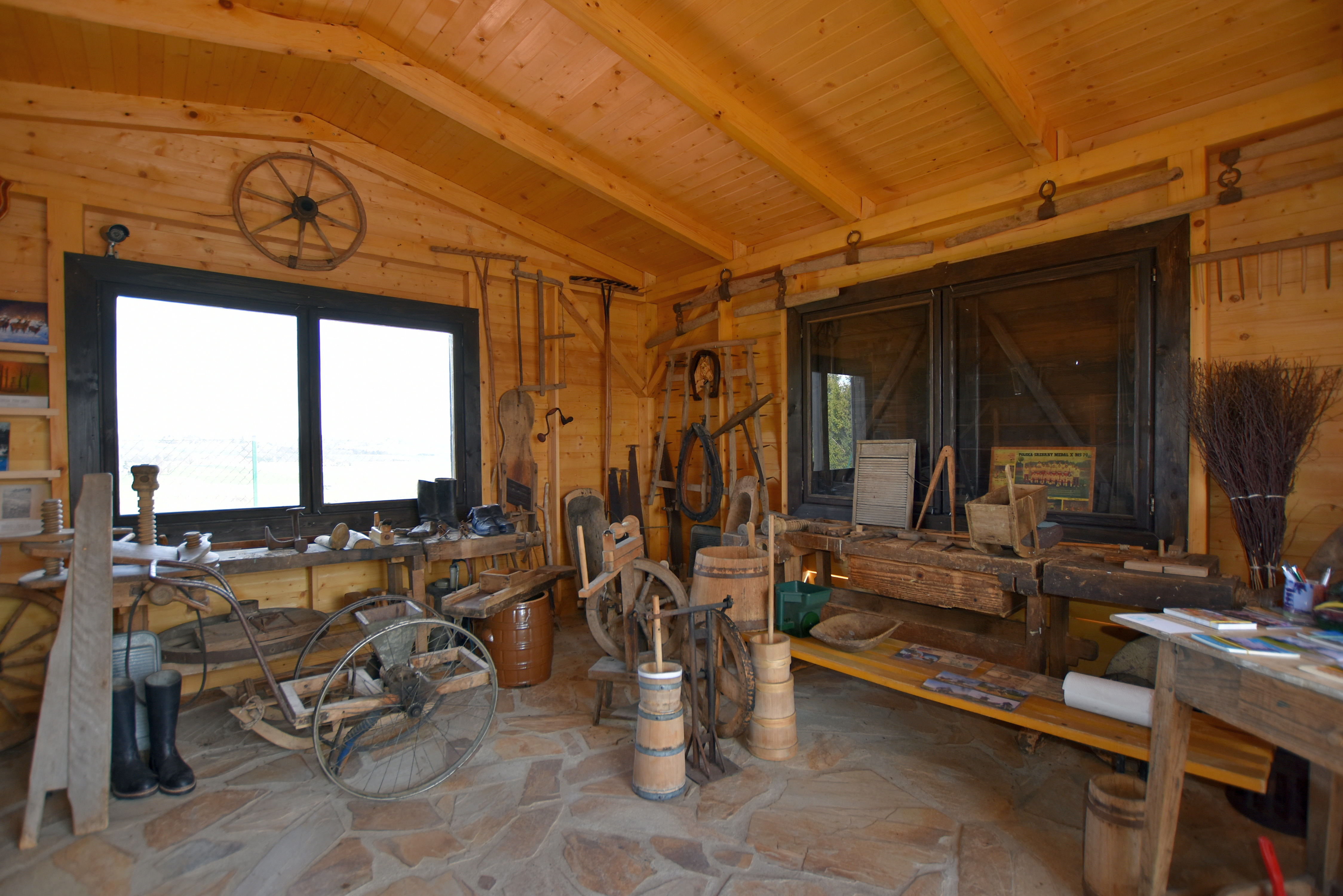
Muzeum w budynku wieży widokowej